# Tiaret
Tiaret (arabisk: تيارت; berbisk: ⵜⵢⴰⵔⴻⵜ) er en by i det nordvestlige Algeriet med 178.915(2008) indbyggere. Byen ligger sydvest for landets hovedstad Algier. Den er hovedstad i provinsen Tiaret.